# Извори относно българските земи под османско владичество
Статията обобщава извори за положението на българските земи под османска власт.

## Управленски документи (фермани, тапии и др.)
Пояснение. Това са документи на официалните османски власти, организирани в днешно време в библиотечни фондове, колекции (сбирки) и единични постъпления.
- Султански ферман от 1536 г., днес съхраняван в Библиотеката в Кайро. В него пространно е описан процесът на вземане на данъка девширме, известен като кръвния данък.

- Агушевата библиотека, която е пръсната между Смолянския държавен архив, пловдивската Народна библиотека „Иван Вазов“ и софийската Народна библиотека „Св. Кирил и Методий“. Неизвестна част от библиотеката също е била открадната или унищожена след преврата на съветизираните комунисти в България през 1944 г. Съдържа голямо количество управленски документи, както и печатни книги, в това число и редки книги.

## Черковни и посланически писма
- Марино Бици. 1610 г. В писмо до конгрегацията съобщава за събирането на кръвен данък в Чипровско.[2]

## Публицистика
- Гладстон, Уилям. Българските ужаси и Източният въпрос. Оригинално издание на английски от 1876 г. достъпно тук.

## Исторически съчинения на свидетели
- Нешри, Мехмед. Огледало на света. История на османския двор. 1493.
- Бакшев, Петър Богдан. История на България. 1667 г.[3]
- Хилендарски, Паисий. История славянобългарска. 1762 г.[4]
- Анонимен автор. Писание за верските битки на султан Мурад, син на Мехмед хан. XV в.[5]
- Нолс, Ричард [6]. История на турците. 1603[7]. Оригинално изписване на името на автора: Richard Knolles. Оригинален текст на платформата archives.org тук.
- Барон де Тот. Спомени на барон де Тот, съдържащи сведения за състоянието на Турската империя и Крим по времето на скорошната война с Русия, с множество остроумия, факти и наблюдения, върху обноските и обичаите на турците и татарите. Второ издание. Лондон, 1786 г.[8]

## Пътеписи
- Пътни бележки на Бенедикт Курипешич. 1530 – 1531 г.[9][10]
- Белон ле Ман, Пиер. Пътувания в Леванта: Наблюденията на Пиер Белон от Ле Ман върху много необичайности и забележителни неща, намиращи се из Гърция, Турция, Юдея, Египет, Арабия и други чужди страни. 1553. Пътува в периода 1546 – 1547 г.[11]
- Дерншвам, Ханс. Дневник на едно пътуване към Константинопол и Мала Азия. 1553 – 1555 г.[9]
- Пътни бележки на Яакопо Соранцо, 1575 г.[9][12][13][14]
- Записките на Стефан Герлах. Превод на немски език през 1674 г. (в пълен обем), на български език през 1976 г. (откъси).[15]
- Мелхиор фон Зайдлиц (на немски: Melchior von Seydlitz). През 1559 г. е пленник в Цариград, а след успешното си завръщане в родните си земи, написва обширна творба (издадедна в 1584 г.), на име Gründtliche Beschreibung der Wallfart nach dem heiligen Lande[16], от която се черпят ценни сведения за кръвния данък.[17][2]
- Хиеронимус Бек фон Леополдсдорф. 1586 г.
- Пътеписът на Саломон Швайгер издаден през 1608 г. в Нюрнберг.[18]
- Пътни бележки на Льофевър. 1611 г.[9][19]
- Пътни бележки на Томаш Боршош. 1613 г.[9][20]
- Пътни бележки на Адам Вернер (Adam Werner). 1616 – 1617 г.[9][21]
- Пътни бележки на анонимен автор. 1621 г.[9]
- Пътни бележки на Христоф фон Найчиц. 1631 – 1634 г.[9]
- Пътни бележки на Ференц Шебеши. 1652 г.[9][22]
- Пътепис на Джон Бърбъри. 1664 – 1666 г.[9][23]
- Рико, Пол. Сегашното състояние на Османската империя и на гръцката църква. 1668.[9][24][25][26][27]
- Рико, Пол. Сегашното положение на гръцката и арменската църкви. 1648
- Пътни бележки на Едуард Браун. 1669 г.[9][28]
- Пътни бележки на Паул Тафернер. 1665 – 1666 г.[9][29][30][31]
- Пътни бележки на анонимен автор. 1671 г.[9]
- Пътни бележки на Ханс Хьонце. 1673 – 1674 г.[9]
- Пътни бележки на анонимен автор. 1690 г.[9]
- Пътни бележки на Я̀нош Кома̀роми. 1697 г.[9] Превод на откъси от неговите пътеписи могат да бъдат открити в т. III на Христоматията по българска история с автори Цв. Георгиева и Д. Цанев (София, 1982 г.). Янош Комароми е унгарски благородник, който подпомага Имре Тьокьоли и османските му съюзници в борбата им срещу Хабсбургската империя.
- Пътни бележки на генерал д’Арш. 1700 г.[9]
- Пътни бележки на Едмънд Чишъл. 1702 г.[9]
- Пътни бележки на Пол Люка за пътуванията му между 1699 и 1703, 1704 и 1708, и 1714 и 1717.[32]
- Микеш, Келемен. Писма от Турция. [33]. Свидетелствата му се отнасят за 1738 г. Произведението му има издание от 1794 г.
- Описанията на граф Луиджи Фердинандо Марсили (на италиански: Luigi Ferdinando Marsigli), обнародвани на латински през 1726 и на френски през 1744 г.[34][35][36]

## Богослужебни книги и ръкописи (в т.ч. и дамаскини)
- Димитриевич, Аврам. Аврамов сборник. 1674 г.[37]

## Съвременни сборници с извори
- Колектив. Чужди пътеписи за Балканите: Том 2.: Маджарски пътеписи за Балканите XVI-XIX век. „Наука и изкуство“, София, 1976.